# Friedrich Silcher
Philipp Friedrich Silcher (Schnait, nu deel van Weinstadt, Baden-Württemberg, 27 juni 1789 – Tübingen, 26 augustus 1860) was een Duitse componist, die vooral voor zijn liederen bekend is. In Duitsland werd hij als stamvader van het populaire koorrepertoire gezien en als zogenoemde Kleinmeister aangeduid.
In zijn geboortehuis is sinds 1912 het Silcher-Museum aan hem gewijd.

## Levensloop

### Jeugd en opleiding
Silcher was een zoon van een leraar en vanaf zijn vroegste jeugd van de humanistische opvoedingsprincipes van Johann Heinrich Pestalozzi doordrongen. Hij studeerde pedagogie en behaalde zelfs het diploma in 1804. Eerste muzieklessen kreeg hij van Nikolaus Ferdinand Auberlen. Na een cursus in Ludwigsburg en een gesprek met de door hem bewonderde Carl Maria von Weber wijdde hij zich geheel aan de muziek. In Stuttgart studeerde hij piano en compositie bij Conradin Kreutzer en Johann Nepomuk Hummel.

### Universiteitsmuziekdirecteur
Zijn aanstelling in 1817 als muziekdirecteur aan de Eberhard-Karls-Universiteit Tübingen vormde de basis voor zijn veelzijdig artistiek talent. Deze functie behield hij tot 1860. Samen met de Zwitserse componist en muziekpedagoog Hans Georg Nägeli, die op zijn beurt een vriend van Pestalozzi was, richtte hij in Tübingen een academische zangvereniging (Akademische Liedertafel) op. In 1839 volgde nog de oprichting van een eigen oratoriumvereniging. Als medeoprichter van de Schwäbische Sängerbund in 1849 en samen met Ludwig Erk uitgever van het Allgemeine deutsche Kommerbuch (1858), dat vele studentenliederen in koorzettingen van Silcher bevatte, werd hij tot de Zuid-Duitse verdediger van de opvattingen van Nägeli, m.n. dat de hele bevolking een muzikale opvoeding moest genieten.

### Publicaties en politieke opvattingen
In 1844 publiceerde hij een geschiedenis van de gereformeerde kerkzang. Zijn praktische muziekervaringen resulteerden in 1845 in zijn Gesangslehre en eveneens zijn in 1851 gepubliceerde en gedocumenteerde Harmonie- und Kompositionslehre. Muzikaal vertrouwd met de Herders Stimmen der Völker zette hij zich enthousiast voor het emancipatiestreven van de liberale studenten tijdens de Parijse Julirevolutie van 1830 in evenals voor de naar onafhankelijkheid en bevrijding strijdende Polen. Toen hij 1860 met pensioen ging, eerden de studenten van de universiteit in Tübingen hem met een fakkeloptocht.

### Componist
Meer dan 320 Duitse liederen (van Ännchen von Tharau tot Der gute Kamerad) en liederen uit andere landen heeft hij op muziek gezet als makkelijk aan te leren zettingen voor kinder-, vrouwen-, mannen- en gemengde koren met en zonder pianobegeleiding. Ten minste 250 andere pianoliederen en bewerkingen van thema's uit sonates en symfonieën moesten de algemene opleidingsbehoefte dienen.
Grotendeels vergeten zijn de koraalboeken voor kerkkoren en zijn instrumentale muziek: koraalvoorspelen voor de orgel, twee ouvertures voor orkest, twee divertismenti voor dwarsfluit over thema's van Joseph Weigl en uit Der Freischütz van Carl Maria von Weber, alsook variaties voor piano over Gib mir die Blumen en In einem kühlen Grunde.
Drie liederen op zijn muziek zijn opgenomen in de populaire liedbundel Kun je nog zingen, zing dan mee. Het gaat om de liedjes 'Langs berg en dal klinkt hoorngeschal' (met als titel 'De waldhoorn'), 'Natuur ligt in droomen verzonken' en 'Zie de leliën op het veld'.

## Composities

### Werken voor orkest
- Ouverture in c-klein
- Ouverture in Es-groot

### Motetten
- Zes vierstemmig hymnen of figuralgezangen, op. 9, met onder andere
  1. Ehre sei Gott in der Höhe
  2. Schau hin nach Golgatha

### Liederen
| - Abschied - Abschied des Handwerksgesellen - Abschiedsgruß - Ach, ach, ich armes Klosterfräulein - Ach du klarblauer Himmel - Ach wie ist's möglich dann - Ade, du liebes Städtchen - Alle Jahre wieder - Alleweil ka(nn) mer net lustig sei(n) - Altdeutsches Grablied - Am Brunnen vor dem Tore - Am Neckar - An die Treulose - Ännchen von Tharau - Bin i net a bürschle auf der Welt? - Burschenlust - Das Finkenrätsel - Das Klosterfräulein - Das Lieben bringt groß' Freud' - Der Lindenbaum - Der Mai ist gekommen - Der Soldat - Der Wanderer - Die Auserwählte - Die drei Röselein - Die Lore - Die Lorlei - Die Trauernde - Die traurige Bua - Drunten im Unterland - Du bist die schönste aller Gaben - Durch's Wiesetal gang i jetzt na - E bissele Lieb' und e bissele Treu - Ehrenvoll ist er gefallen - Ein Bursch und Mägdlein slink und schön - Ein König ist der Wein! - Ein Sträußchen am Hute - Es fliegt manch Vöglein in das Nest - Es geht bei gedämpfter Trommel Klang - Es gfallt mer nummen eini - Es löscht das Meer die Sonne aus - Frisch gesungen - Gut Nacht, gut Nacht mein feines Kind - Hab' oft im Kreise der Lieben - Hans und Verene - Heilig - Heimliche Liebe - Herber Abschied - Herzensweh - Herzerl, was kränkt dich so sehr - Hirtenliebe - Hoffe das Beste - Ich ging einmal spazieren, spazieren - Ich habe den Frühling gesehen - Ich hatt' einen Kameraden - Ich weiß nicht, was soll es bedeuten - Im Maien, im Maien blüh'n süße Blümelein - In der Ferne - In einem kühlen Grunde | - Jetzt gang i ans Brünnele - Juchhei, dich muß ich haben - Kein Feuer, keine Kohle - Klage - Komm mit mir ins Tale - Kommt Kinder, laßt uns gehen gen Bethlehem - Lebewohl - Liebesscherz - Loreley - Mädele, ruck ruck, ruck an meine rechte Seite - Maidle, laß dir was verzähle - Mei Maidle hot e G'sichtle - Mei Mutter mag mi net - Mein eigen soll sie sein - Meiner Heimath Berge dunkeln - Mein Herzlein thut mir gar zu weh! - Mir ist's zu wohl ergangen - Morgen muß ich fort von hier - Morgen müßen wir verreisen - Morgenrot, Morgenrot, leuchtest mir zum frühen Tod? - Muß i denn, muß i denn zum Städtele naus - Nun leb' wohl, du kleine Gasse - Nur du allein - O Maidle, du bist mein Morgestern - O wie herbe ist das Scheiden - Oberschwäbisches Tanzliedchen - Rosestock, Holderblüt - Rosmarin und Salbeiblättlein - Sanctus - Schifferlied - Schottischer Bardenchor - Schwäbisches Liebesliedchen - 's Herz - So leb denn wohl, du stilles Haus - So nimm denn meine Hände - Stumm schläft der Sänger - Süß' Liebe liebt den Mai - Tanzlied - Unterländers Heimweh - Untreue - Vögele im Tannenwald - Vöglein im hohen Baum - Vom Frühjohr - Von allen den Mädchen, so blink und so blank - Was hab ich denn meinem Feinsliebchen getan? - Was ist das doch ein holdes Kind - Weinlied - Wenn alle Brünnlein fließen - Werbung - Wie die Blümlein draußen zittern - Wie han i doch so gern die Zeit - Wie lieblich schallt durch Busch und Wald - Wir wollen ihm die Krippe schmücken - Wo a kleins Hüttle steht - Wohin mit der Freud? - Wonne des Liebenden - Zu dir zieht's mi hin - Zu End'! |

### Kamermuziek
- Divertissement 1 over thema's uit ”Die Schweizerfamilie" van Joseph Weigl (1809), voor dwarsfluit en piano
- Divertissement 2 over thema's uit "Der Freischütz" van Carl Maria von Weber in D -groot, voor dwarsfluit en piano
- Variaties over "Nel cor piu mio sento" van Giovanni Paisiello, voor dwarsfluit en piano

### Werken voor orgel
- Eine feste Burg ist unser Gott in D-groot
- Moderato nach Ludwig van Beethovens op. 28, voor orgel
- Pastor Pastorum

### Werken voor piano
- Hebe, sieh, in sanfter Feier
- Loreley in Es-groot
- Polonaise in D-groot
- Variaties over het lied "In einem kühlen Grunde" in G-groot, voor piano
- Variaties over het lied "Gib mir die Blumen in G-groot, voor piano, op. 1
- Wals uit de opera ”Der Freischütz”

## Publicaties
- Manfred Hermann Schmid: Friedrich Silcher 1789-1860. Die Verbürgerlichung der Musik im 19. Jahrhundert, in: Katalog der Ausstellung zum 200. Geburtstag des ersten Tübinger Universitätsmusikdirektors, Tübingen, Kulturamt, 1989, 164 p.
- Manfred Hermann Schmid: Friedrich Silcher 1789-1860. Studien zu Leben und Nachleben, Tübingen, Kulturamt, Stuttgart, Theiss, 1989, 155 p.
- Hermann Josef Dahmen: Friedrich Silcher. Komponist und Demokrat. Eine Biographie

## Discografie
- Carus-verlag Nr. 83119: F. Silcher: Choruses, Chamber Music, Overtures; Stuttgart Radio Symphony Orchestra, Conductor: Uros Lajovic; Robert Dohn (dwarsfluit), Susan Wenckus (piano)